# L'Amour d'une femme
L'amour d'une femme (en italià L'amore di una donna) és una pel·lícula dramàtica franco-italiana del 1953 dirigida per Jean Grémillon i protagonitzada per Micheline Presle, Massimo Girotti i Gaby Morlay. Va ser el darrer llargmetratge de Grémillon com a director, tot i que va fer un bon grapat de documentals i curtmetratges.
Els decorats de la pel·lícula van ser dissenyats pel director d'art Robert Clavel. Es va rodar als Estudis Billancourt a París i els exteriors a l'illa d'Ouessant al costat de Finistère.

## Sinopsi
Una jove metge s'instal·la en un poble d'una illa de la costa de Bretanya, on té una relació amb un enginyer que treballa en un projecte a l'illa.

## Repartiment
- Micheline Presle com a Dr. Marie Prieur
- Massimo Girotti com André Lorenzi
- Gaby Morlay com a Germaine Leblanc
- Paolo Stoppa com El sacerdot
- Marc Cassot com a Marcel
- Marius David com a Lulu, l'assistent d'André
- Yvette Etiévant com a Fernande de Malgorny
- Roland Lesaffre com a Yves
- Robert Naly com el Dr. Morel
- Madeleine Geoffroy com a Isabelle Morel